# Dimethylchloorsilaan
Dimethylchloorsilaan is een organische verbinding van silicium, met als brutoformule C2H7ClSi. In zuivere toestand is het een kleurloze en corrosieve vloeistof, die hevig reageert in contact met water. Dampen die zich mengen met lucht kunnen een explosief mengsel doen ontstaan. Verder is de vloeistof buitengewoon ontvlambaar.

## Synthese
Dimethylchloorsilaan wordt bereid door reactie van chloormethaan met siliciumdioxide bij 300 °C en met koper als katalysator.

## Toxicologie en veiligheid
Bij contact met een heet oppervlak of met een vlam ontleedt deze stof, onder vorming van giftige en corrosieve dampen, onder andere waterstofchloride en fosgeen. Ze ontleedt bij contact met basen en vormt daarbij het brandbare en ontplofbare waterstofgas. Dimethylchloorsilaan reageert hevig met oxiderende stoffen en met water, onder vorming van waterstofchloride.
Dimethylchloorsilaan is corrosief voor de ogen, de huid en de luchtwegen. Inademing van deze stof kan longoedeem veroorzaken. Langdurige of herhaalde blootstelling kan de dood veroorzaken.